# Connarus celatus
Connarus celatus är en tvåhjärtbladig växtart som beskrevs av E. Forero. Connarus celatus ingår i släktet Connarus och familjen Connaraceae. Inga underarter finns listade i Catalogue of Life.